# Săsar
Săsar – wieś w Rumunii, w okręgu Marmarosz, w gminie Recea. W 2011 roku liczyła 2016 mieszkańców.